# Nishada sambara
Nishada sambara är en fjärilsart som beskrevs av Moore 1859. Nishada sambara ingår i släktet Nishada och familjen björnspinnare. Inga underarter finns listade i Catalogue of Life.